# Kanariemetallfly
Kanariemetallfly, Chrysodeixis acuta, är en fjärilsart som beskrevs av Francis Walker 1857. Kanariemetallfly ingår i släktet Chrysodeixis och familjen nattflyn, Noctuidae. Arten förekommer tillfälligt i både Sverige och Finland, men reproducerar sig inte. De fynd som gjorts av arten anses ha kommit med varuimport. Inga underarter finns listade i Catalogue of Life.